# Bodi Bill

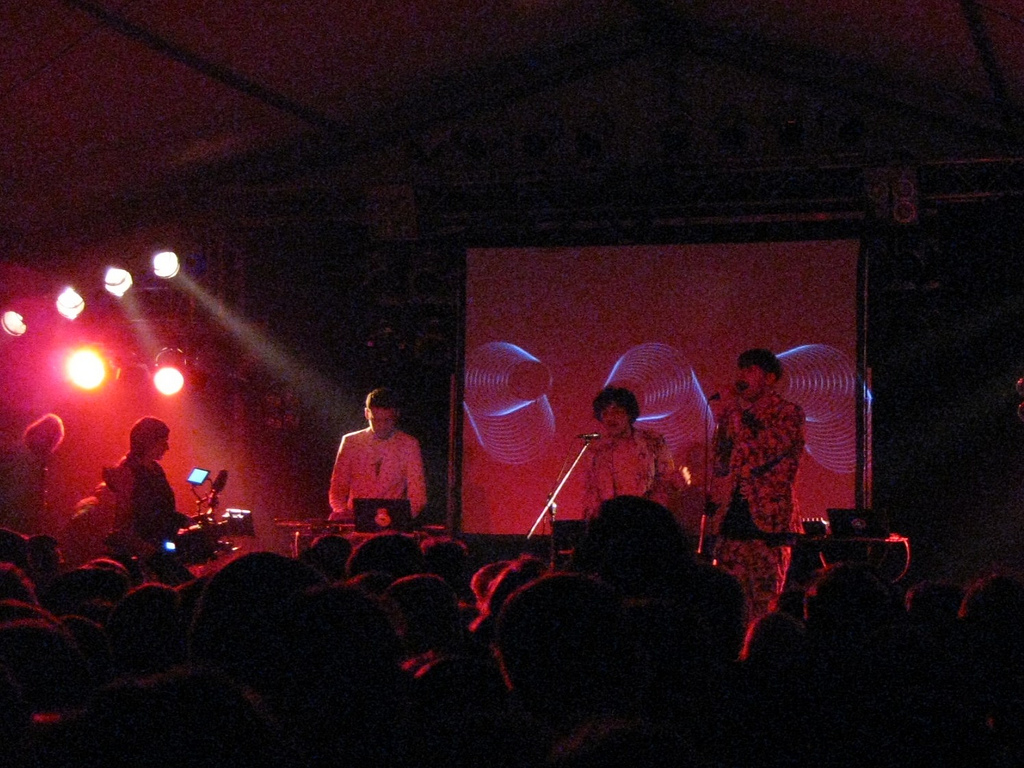
Le groupe Bodi Bill en mai 2009.

Bodi Bill est un groupe allemand de musique électronique.

## Histoire
En 2005, le groupe est formé par les membres Fabian Fenk, Anton Feist et Alex Stolze.
Le 25 mars 2022, le groupe sort un nouvel album appelé I Love U I Do qui avait été précédé par l'EP Peruhu en guise de teaser.